# جيني وود
جيني وود (بالإنجليزية: Ginny Wood)‏ هي عالمة بيئة أمريكية، ولدت في 24 أكتوبر 1917، وتوفيت في 8 مارس 2013.